# Самос (ном)
Самос (грец. Σάμος) — ном в Греції, що належить до групи Північних Егейських островів. Складається з островів Самос, Ікарія та Фурні Корсеон. Столиця — Самос.

## Муніципалітети
| Муніципалітет | YPES код | Місцева влада (якщо відрізняється) | Поштовий код | Тел. код     |
| ------------- | -------- | ---------------------------------- | ------------ | ------------ |
| Айос-Кіріякос | 4601     |                                    | 833 00       | 22750-2      |
| Евділос       | 4603     |                                    | 833 02       | 22750-3      |
| Фурні Корсеон | 4608     | Фурні                              | 833 01       | 22750-5      |
| Карловасі     | 4604     |                                    | 832 00       | 22730-3      |
| Маратокампос  | 4605     |                                    | 831 02       | 22730-3      |
| Піфагорея     | 4606     |                                    | 831 03       | 22730-6 до 9 |
| Рахес         | 4607     |                                    | 833 01       | 22750-4      |
| Ваті/Самос    | 4602     |                                    | 831-00       | 22730-2      |

| Греція | Це незавершена стаття з географії Греції. Ви можете допомогти проєкту, виправивши або дописавши її. |